# Clubber Lang
James « Clubber » Lang est un personnage de fiction créé par Sylvester Stallone et interprété par Mister T., apparaissant pour la première fois dans Rocky 3 : L'Œil du tigre en tant qu'antagoniste,.

## Biographie
Clubber Lang est un boxeur très prometteur originaire de Chicago. Il vient de la rue. Alors que Rocky Balboa est champion du monde des poids lourds, Clubber monte petit à petit dans le circuit mondial. L'homme qu'on surnomme "le Matraqueur de Chicago" en vient d'ailleurs à être classé challenger no 1, et ne souhaite plus qu'une chose : rencontrer Rocky et l'humilier sur le ring.
Lorsque Rocky annonce au cours d'une conférence de presse qu'il prend sa retraite, Clubber prend la parole pour l'insulter, le provoquer et pouvoir le rencontrer dans un combat. Rocky, piqué au vif, accepte. Celui-ci s'entraîne de façon médiatisée avec son coach, Mickey Goldmill contrairement à Clubber qui s'entraîne seul dans la détermination et la sueur.
Le soir du combat arrive : dans les couloirs menant à la salle où se tenaient les spectateurs, Clubber interpelle Rocky, encore une fois pour l'insulter. Une bousculade a lieu, et Lang pousse Mickey, l'entraîneur de Rocky, qui mourra à peine une heure plus tard. Même si Mickey souffrait déjà de problèmes cardiaques, Lang est tout de même responsable de la mort de Goldmill.
Cet accident affecte beaucoup Rocky, qui ne livre pas un bon combat : Lang gagne par KO au deuxième round.
Il faudra attendre que Rocky se remette de la mort de Mickey et vainque ses peurs, sous les conseils de sa femme Adrian, pour s'entraîner à fond avec Apollo Creed, son ancien adversaire devenu son grand ami.
L'entraînement porte ses fruits : Rocky boxe encore mieux et a retrouvé "l'œil du tigre".
Au combat de revanche au Madison Square Garden, Clubber perd face à Rocky, par KO, et Balboa regagne son titre de champion du monde.

## Caractéristiques de Clubber Lang

### Caractère
Clubber Lang a un caractère bouillant. Violent, il insulte Rocky et Apollo tout au long du film, à chaque fois qu'il les croise. Lang est aussi provocateur, comme le prouve la réplique qu'il assène à Apollo Creed avant le premier match : "Tu pues la défaite".

### Avantages et faiblesses
Lang est un cogneur. Sur le ring, ses coups sapent la résistance de l'adversaire. La plupart des matches qu'il gagne le sont par KO. En revanche, Lang est peu endurant. Contrairement à Rocky, il n'a "jamais combattu 15 rounds d'affilée", comme le dit Mickey Goldmill dans le film. Mickey reconnaît par contre que Clubber est "un tueur".

### Techniques d'entraînement
Lang s'entraîne "à l'ancienne" : son programme d'entraînement est constitué d'abdominaux en tout genres, de tractions, de course à pied et de séances de frappes plutôt hargneuses dans un punching-ball.

### Situation financière
Clubber vient de la rue ; bien qu'une fois champion du monde dans Rocky 3 : L'Œil du tigre, Lang ne semble pas très riche, et reproche à Rocky de "péter dans de la soie", au cours de la conférence de presse.
Lorsque l'on voit Lang à l'entraînement, il est seul, et semble s'entraîner dans ce qui serait un appartement miteux.

### Tenue vestimentaire
Clubber est plutôt excentrique : sa tête n'est pas totalement rasée et il porte une petite crête sur son crane.
Il arbore également des boucles d'oreilles faites de plumes.

### Couleurs arborées sur le ring
Clubber Lang est vêtu d'un short bleu ou noir et de chaussures blanches et bleues.